# Plagodis arrogaria
Plagodis arrogaria är en fjärilsart som beskrevs av George Duryea Hulst 1886. Plagodis arrogaria ingår i släktet Plagodis och familjen mätare. Inga underarter finns listade i Catalogue of Life.